# Konrád z Querfurtu (1202)
Konrád z Querfurtu (německy Konrad von Querfurt, † 3. prosince 1202) byl biskup v Hildesheimu a Würzburgu, říšský kancléř, účastník říšské křížové výpravy a také objednavatel iluminovaného rukopisu Liber ad honorem Augusti.

## Život
Narodil se jako syn norimberského purkrabího Burcharda. V mládí navštěvoval klášterní školu v Hildesheimu a poté pokračoval ve studiích v Paříži, kde se setkal s budoucím papežem Inocencem III. Po několika nižších církevních postech se roku 1194 stal říšským kancléřem a také biskupem v Hildesheimu.
| „         | ...byl tehdy kancléřem císařského dvora a který též moudře spravoval záležitosti říše v celé Apulii, Sicílii a Kalábrii... | “ |
| — Ansbert | |   |

O velikonočních svátcích roku 1196 císař Jindřich přijal kříž a vyhlásil novou křížovou výpravu do Svaté země. Kvůli svému chatrnému zdraví a nejisté mocenské situaci v Itálii určil veliteli kruciáty svého kancléře Konráda společně s Jindřichem z Kalden, jenž zastával post říšského maršálka. Pro odpor některých byl nakonec ke Konrádovi do čela zvolen Jindřich Brabantský. Vojsko se vydalo do Svaté země několika cestami a část výpravy vedená Konrádem měla zastávku na Kypru, kde na základě císařova slibu korunoval Amauryho kyperským králem a ten na oplátku složil vazalský slib. Po příjezdu do Levanty a obléhání Toronu se křižákům v únoru 1198 donesla zvěst o smrti císaře. Ukončili obléhání a vrátili se zpět do vlasti destabilizované sporem o následnictví. Těsně před odjezdem se Konrád v Akkonu podílel na ustanovení špitálního bratrstva v Řád německých rytířů.
Po návratu stál ve sporu o trůn na straně císařova mladšího bratra Filipa a stal se opět říšským kancléřem a také se ještě za pobytu ve Svaté zemi stal biskupem ve Würzburgu, což mu pro neslučitelnost dvou biskupství vyneslo od papeže exkomunikaci. Vzdal se tedy obou titulů a omluvil se papeži. Poté se ujal biskupství würzburského a ke konci života ztratil královu důvěru. Byl zavražděn v prosinci 1202 a pohřben v kryptě místní katedrály.